# Barthélemy de Choiseul
Barthélemy de Choiseul (né vers 1185 - † après 1247) est seigneur de Vrécourt à la fin du XIIe siècle et au début du XIIIe siècle. Il est le fils de Foulques II, seigneur de Choiseul, et d'Alix de Vignory.

## Biographie
À la mort de son père Foulques II de Choiseul, il semble prendre part à la plupart des actes de son frère Renard II de Choiseul et de l'épouse de celui-ci, Clémence de Faucogney.
En 1208, il est ainsi associé à son frère lors d'un don au prieuré de Varennes.
En 1215, il est de nouveau associé à son frère ainsi qu'à sa belle-sœur pour un don à l'abbaye de Morimond.
Jusque vers 1222 et la naissance de Jean de Choiseul, il est le seul héritier de son frère Renard II de Choiseul pour la châtellenie de Choiseul. En effet Renard n'ayant pas eu d'enfant de son premier mariage avec Clémence de Faucogney, il fallut attendre le décès de cette dernière et son second mariage avec Alix de Dreux pour que Renard ait enfin un héritier. Passé cette date, Barthélemy n'est plus associé aux actes de son frère et semble s'être retiré dans ses terres de Vrécourt.
En 1247, il règle une dispute avec l'évêque de Langres par une charte dans laquelle il est intitulé chevalier et seigneur de Vrécourt et dans laquelle il associe ses deux fils.
Barthélemy ne laisse plus de traces dans l'histoire passé cette date et est probablement décédé dans les années suivantes.

## Mariage et enfants
Vers 1210, il épouse une femme dont le nom est inconnu dont il a au moins deux enfants :
- Barthélemy II de Choiseul († après 1247).
- Renard de Choiseul († après 1247).

Ses deux enfants meurent probablement sans descendance, car en 1292 Jean Ier de Choiseul agit en qualité de seigneur de Vrécourt.

## Sources
- Marie Henry d'Arbois de Jubainville, Histoire des Ducs et Comtes de Champagne, 1865.
- L'abbé Grassot, Les seigneurs de Choiseul, 1887.
- Henri de Faget de Casteljau, Recherches sur la Maison de Choiseul, 1970.
- Gilles Poissonnier, Histoire des Choiseul, 1996.